# Oftpd
oftpd — анонимный свободный FTP-сервер, предоставляющий доступ к файлам только для чтения. Он выполняется из-под окружения chroot, что не даёт посетителям FTP-сайта подняться выше указанного владельцем каталога по древу файловой системы.
Долгое время oftpd позиционировался как наиболее безопасный среди демонов подобного класса, но 8 июля 2005 года в коде версии 0.3.7 (последней доступной на данный момент) была выявлена критическая уязвимость, позволяющая при помощи срыва буфера выполнить на машине, на которой он был запущен, произвольный код. На данный момент сопровождение программы прекращено.